# Mercer (Missouri)
Mercer è un comune degli Stati Uniti d'America, situato nello Stato del Missouri, nella contea di Mercer.